# Joseph Seydel

Joseph Seydel

Joseph Seydel, in manchen Quellen Josef (* 4. Februar 1887 in München; † 10. April 1945 in Burghausen), war ein deutscher Offizier, paramilitärischer Aktivist und Politiker (NSDAP).

## Leben

### Frühe Jahre und Erster Weltkrieg
Seydel war ein Sohn des bayerischen Generalstabsarztes der Armee Karl von Seydel und dessen Ehefrau Luise, geborene Koch. Nach dreijährigem Besuch des Wilhelmsgymnasiums in München absolvierte er für sechs Jahre das dortige Kadettenkorps und wurde 1906 als Fähnrich dem 3. Feldartillerie-Regiment „Prinz Leopold“ der Bayerischen Armee überwiesen. Im Jahr darauf erfolgte seine Kommandierung zur Kriegsschule. Zu seinen Mitschülern dort gehörte der spätere NS-Politiker und SA-Kommandeur Ernst Röhm, mit dem Seydel zu dieser Zeit freundschaftliche Bande knüpfte. 1908 wurde Seydel zum Leutnant befördert. In den Jahren 1910 und 1911 durchlief er eine vertiefende Ausbildung an der Artillerie- und Ingenieurschule. 1913 besuchte er die Equitationsanstalt.
Während des Ersten Weltkrieges kam Seydel von 1914 bis 1918 an der Westfront zum Einsatz und war bei Kriegsende Hauptmann. Für seine Leistungen wurde er mit beiden Klassen des Eisernen Kreuzes und dem Militärverdienstorden IV. Klasse mit Schwertern ausgezeichnet. 1916 heiratete er Lotte Schöning, mit der er zwei Söhne und eine Tochter hatte.

### Weimarer Republik
Nach Ende des Ersten Weltkrieges war Seydel während der Weimarer Republik zunächst Mitglied des Freikorps Epp. 1920 war er in der Landesleitung der Bayerischen Einwohnerwehren tätig. Seinen Lebensunterhalt verdiente Seydel von 1922 bis 1923 und erneut von 1925 bis 1931 in kaufmännischen Stellungen.
Seit 1922 betätigte Seydel sich in dem neu gegründeten Bund Reichskriegsflagge, der im Hintergrund von seinem Freund aus Militärtagen Ernst Röhm geleitet wurde. Er selbst wurde 1923 stellvertretender Führer dieser Organisation und übernahm selbst ihre Führung, nachdem Röhm sich äußerlich zurückgezogen hatte (die Reichskriegsflagge aber im Verborgenen weiter lenkte).
Am 25. September 1923 beteiligte Seydel sich an einer geheimen Sieben-Mann-Konferenz der Führer des sogenannten „Kampfbundes“, zu dem sich die NSDAP, SA, die Reichskriegsflagge und der Bund Oberland kurz zuvor zusammengeschlossen hatten. Außer Seydel nahmen Adolf Hitler, Hermann Göring, Ernst Röhm, Hermann Kriebel, Friedrich Weber und Heiß teil. Auf dieser Konferenz wurde Hitler von den übrigen die gesamte politische Leitung des Kampfbundes übertragen. Damit waren die Weichen zum Hitler-Putsch vom November gestellt.
Im November 1923 beteiligte Seydel sich dann am gescheiterten Hitler-Ludendorff-Putsch in München, in dessen Folge der Bund verboten wurde. Er verbrachte viereinhalb Monate Untersuchungshaft im Gefängnis Neudeck. Im April 1924 verurteilte das  Volksgericht in München ihn zu einer Festungshaft von 1 Jahr und 3 Monaten, die jedoch durch die Untersuchungshaft als abgegolten galt bzw. deren Restzeit ihm zur Bewährung ausgeschrieben wurde. 1924 beteiligte er sich am Aufbau des Frontbanns, einer Auffangorganisation für die verbotene SA, und wurde deshalb vom 21. September bis 24. Oktober 1924 wegen des Vorwurfes der „Fortsetzung verbotener Verbände“ in Untersuchungshaft genommen.
Nach seiner Freilassung war er bis 1931 erneut kaufmännisch tätig.

### Ausgehende Weimarer Republik und NS-Zeit
Zum 1. November 1931 trat Seydel erneut in die NSDAP ein (Mitgliedsnummer 530.786).
Ab 1931 übernahm Seydel, nachdem sein Freund Ernst Röhm zum Stabschef der SA ernannt worden war, Führungsaufgaben als Abteilungschef und Referent in der Obersten SA-Führung, dem Steuerungsorgan der zu dieser Zeit zu einer Massenorganisation sich entwickelnden SA. Daneben verfasste er Publikationen über den Luft- und Gasschutz.
Bei der Reichstagswahl vom Juli 1932 wurde Seydel als Kandidat der NSDAP im Wahlkreis Dresden-Bautzen als Abgeordneter in den Reichstag gewählt. In der Reichstagswahl vom November 1932 verlor er sein Mandat, wurde bei der Reichstagswahl März 1933 abermals gewählt und gehörte dann dem praktisch bedeutungslosen Reichstag in der Zeit des Nationalsozialismus bis zum Ende der NS-Herrschaft im Frühjahr 1945 an.
1935 wechselte Seydel von der Obersten SA-Führung in das Nationalsozialistische Kraftfahrkorps (NSKK) als Kraftfahrinspekteur West. Im NSKK wurde er 1943 bis zum Obergruppenführer befördert.

## Archivarische Überlieferung
Im Bayerischen Hauptstaatsarchiv haben sich eine Kadettenkorps-Personalakte (Personalakte 1242) sowie eine Offiziers-Persoanlakte zu Seydel erhalten.

## Ehrung zur Zeit des Nationalsozialismus
Seydel erhielt den Blutorden der NSDAP mit der sehr frühen Nummer 4. (nach Röhm, Heß und Himmler).

## Schriften
- Handbuch für den Luftschutz. J. C. Huber, Dießen vor München 1931.